# T. Sankaran
T. Sankaran (Trichy Sankaran; * 27. Juli 1942 in Trichy, Madras, Britisch-Indien) ist ein indischer Perkussionist und einer der bedeutendsten Mridangam-Spieler seines Landes.

## Leben
Sankaran erlernte das Mridangamspiel bei einem Cousin. Im Alter von zehn Jahren kam er nach Delhi, wo er von Ravi Shankar gefördert und Schüler des Mridangam-Meisters Palani Subramania Pillai wurde. Dieser ermöglichte Sankaran Auftritte mit den bedeutendsten Musikern karnatischer Musik wie Ariyakkudi Ramanuja Iyengar, Chembai Vaidyanatha Bhagavatar, Semmangudi Srinivasa Iyer, Madurai Mani Iyer, G. N. Balasubramaniam, Mudikondan Venkatarama Iyer und T. N. Swaminatha Pillai. Seine Zusammenarbeit mit Palani Subramania Pillai dauerte bis zu dessen Tod 1962.
Seinen ersten Auslandsauftritt hatte Sankaran beim Internationalen Musikfestival in Schiraz, Iran 1969. 1971 fand ein berühmtes Konzert mit dem Tabla-Spieler Samta Prasad, dem Sitar-Spieler Vilayat Khan und dem Violinisten Lalgudi Jayaraman in Madras statt.
Im gleichen Jahr übersiedelte er nach Kanada, wo er mit dem Karnatak-Sänger Jon B. Higgins das South Indian Music Program der York University in Toronto gründete. Im Rahmen seiner Unterrichtstätigkeit als Professor entstand hier das Lehrbuch The Rhythmic Principles and Practice of South Indian Drumming. Daneben unterrichtete er auch als Gastprofessor an der San Diego State University (1979–80) und der Simon Fraser University (1992–98) und war Artist in Residence am Berklee College of Music (1995–99). 1998 wurde ihm ein Ehrendoktortitel von der University of Victoria verliehen.
Sankaran gab traditionelle Konzerte mit Tabla-Spielern wie Zakir Hussain, Swapan Chaudhuri und Sharda Sahai und trat mit Jazz-Musikern wie Anthony Braxton, Charlie Haden, Ed Thigpen, Glen Hall und Steve Gadd auf. Mit Ernie Tollar und seiner Tochter Suba Sankaran bildete er ein Trio, das den traditionellen indischen Musikstil ebenso beherrscht wie den zeitgenössischen.

## Kompositionen
- Svaralaya (1984)
- Misra Koraippu in Talavadya Kacceri (1986)
- Lagu Misra (1990)
- Catch 21 (1993)
- Misra Mela (1993)
- Mela Tembang (1993)
- 9 to 5 (1996)
- Jhampalaya (1996)
- Timescape (1996)
- Carnatic (Mrdangam) Concerto (1997)
- Twins (1998)
- Jazzadorian (1999)
- Devi's Dialogue in D (2000)
- One Sixteenth Away (2000)
- Veni Express (2001)
- Dhirena (traditional Tillana) (2001)
- Malkar (2003)
- Ride in Five (2005)
- Nalina Kanthi (Gentle Swing) (2005)

## Diskographie
- Laya Vinyas mit Lalitha Sankaran, Karaikudi S. Subramanian, Andrew Timar, 1990
- Whirled mit Bob Becker, Carlos del Junco, Oliver Schroer, 1993
- Sundana mit Lalitha Sankaran, Karaikudi S. Subramanian, 1993
- Stewed Tomatoes, 1996
- Lotus Signatures mit V. Nagarajan, E. M. Subramaniam, 1997
- Ivory Ganesh Meets Doctor Drums mit Lalitha Sankaran, 1998
- Language of Rhythm: Drumming from North and South India mit Tarun Bhattacharya, Bickram Ghosh, Ramesh Mishra, Lalitha Sankaran, 1998|
- Jewels of Subcontinent mit Jagdeep Singh Bedi, Tarun Bhattacharya, Subhen Chatterjee, Bickram Ghosh, Zakir Hussain, A. Kanyakumari, Sabri Khan, Sultan Khan, Ravi Kumar, Snehasish Mozumder, N. Ramani, Badal Roy, Kailash Sharma, T. H. Vinayakram, 2000